# Carolina-kampagnen
Carolina kampagnen var den afsluttende kampagne i det vestlige operationsområde under den amerikanske borgerkrig. I januar 1865 rykkede Unionens generalmajor Sherman nordpå fra Savannah, Georgia, gennem South og North Carolina med det mål at nå frem til Unionens styrker i Virginia. Nederlaget for den konfødererede hær under general Joseph E. Johnston i slaget ved Bentonville i marts og hærens overgivelse i april betød tab af den sidste større hær i Konføderationen.

## Baggrund og modstående styrker
Efter at Sherman havde erobret Savannah som kulmination på Shermans march til havet, blev han af hærens øverstkommanderende generalløjtnant Ulysses S. Grant beordret til at indskibe sin hær og slutte sig til Army of the Potomac og Army of the James i Virginia, hvor Grant var kørt fast i Belejringen af Petersburg mod den konfødererede general Robert E. Lee. Sherman havde større planer og overtalte Grant til, at han i stedet skulle rykke nord på gennem Carolinaerne i stedet og ødelægge alt af militær værdi på vejen, lige som på hans march til havet gennem Georgia. Sherman var især interesseret i at ramme South Carolina, som havde været den første stat, der udtrådtes af Unionen, med henblik på den effekt det ville have på Sydens moral.
Shermans hær indledte med at gå mod Columbia i South Carolina i slutningen af januar 1865. Hans 60.079 mand store hær var delt i tre fløje:
- Army of the Tennessee under generalmajor Oliver O. Howard,
- Army of the Ohio under generalmajor John M. Schofield,
- XIV Korps og XX Korps under generalmajor Henry W. Slocum, som senere fik navnet Army of Georgia.

Forstærkninger ankom regelmæssigt i løbet af hans fremrykning og den 1. april havde Sherman kommandoen over 88.948 mand.
Shermans modstandere på den konfødererede side havde væsentligt færre mænd. Den primære styrke i området var den slagne Army of Tennessee, som igen var kommet under kommando af General Joseph E. Johnston (som var blevet frataget kommandoen af præsident Jefferson Davis under Atlanta kampagnen mod Sherman). Hans styrke blev i midten af marts optalt til 9.513 og i midten af april 15.188. Hæren var opdelt i tre korps under:
- Generalløjtnant William J. Hardee,
- Generalløjtnant Alexander P. Stewart,
- Generalløjtnant Stephen D. Lee.

I området var der også kavaleristyrker fra generalmajor Wade Hampton III's division og en lille styrke i Wilmington, North Carolina under general Braxton Bragg.
Det var Shermans plan at forbigå de mindre, konfødererede troppekoncentrationer i Augusta og Charleston og nå frem til Goldsboro i North Carolina til den 15. marts. Som ved sine operationer i Georgia lod Sherman sine hære rykke frem i forskellige retninger samtidig og forvirrede dermed de konfødererede forsvarere om, hvad der var hans sande mål, hvilket var statens hovedstad Columbia.

## Slag
De følgendeslag blev udkæmpet under Carolina Kampagnen.
Slaget ved Rivers' Bridge (3. februar 1865)
Den konfødererede division under generalmajor Lafayette McLaws forsøgte at forhindre højre fløj af Shermans hær i at overskride Salkehatchie floden. Unionsdivisionen under generalmajor Francis P. Blair (Army of the Tennessee) krydsede floden og angreb McLaws' flanke. McLaws trak sig tilbage til Branchville og forårsagede blot en enkelt dags forsinkelse i Unionens fremrykning.
Den 17. februar overgav Columbia sig til Sherman, og Hamptons kavaleri trak sig tilbage fra byen. Unionsstyrker blev overvældet af flokke af befriede krigsfanger og frigivne slaver. Mange soldater udnyttede de rigelige forsyninger af alkohol i byen og begyndte at drikke. Der udbrød brande i byen, og kraftige vinde spredte flammerne over et stort areal. Hovedparten af den centrale byen blev ødelagt, og byens brandværn fandt det svært at arbejde sammen med den invaderende unionshær, hvoraf mange også prøvede at slukke ilden. Afbrændingen af Columbia har skabt kontroverser lige siden, hvor nogen hævder, at brandene var uheld, mens andre siger, at de var overlagt hævn, og andre igen hævder, at ilden blev påsat af konfødererede soldater, som satte ild til baller af bomuld, da de trak sig ud af byen. Samme dag evakuerede de konfødererede Charleston. Den 18. februar ødelagde Shermans styrker næsten alt, som havde militær værdi i Columbia, herunder jernbanestationer, lagerbygninger, arsenaler og maskinfabrikker. Den 22. februar overgav Wilmington sig.
Slaget ved Wyse Fork (7. marts – 10. marts)
Schofield planlagde at rykke ind i landet fra Wilmington i februar. På samme tid tildelte han generalmajor Jacob D. Cox opgaven med at lede unionsstyrkerne fra New Bern i North Carolina mod Goldsboro. Den 7. marts blev Cox’s fremrykning stoppet af divisioner under general Braxton Braggs kommando ved Southwest Creek syd for Kinston. Den 8. marts forsøgte de konfødererede at tage initiativet ved at angribe Unionens flanker. Efter indledende successer gik deres angreb i stå på grund af fejlagtig kommunikation. Den 9. marts blev Unionens styrker forstærket og slog den 10. marts Braggs fornyede angreb tilbage efter heftig kampe. Bragg trak sig tilbage over Neuse floden og var ude af stand til at forhindre, at Kinston faldt den 14. marts.
Slaget ved Monroe's Cross Roads (10. marts)
Mens Shermans hær rykkede ind i North Carolina afskærmede generalmajor Hugh Judson Kilpatrick’s kavaleridivision den venstre flanke. Om aftenen den 9. marts slog to af Kilpatricks brigader lejr ved Charles Monroe House i Cumberland (nu Hoke) County. Tidligt den 10. marts overraskede Hamptons konfødererede kavaleri unionstropperne i deres lejre, drev dem tilbage i forvirring og tog deres vogne og artilleri. Unionstropperne omgrupperede sig og angreb. De fik deres artilleri og lejre tilbage efter en desperat kamp. Da forstærkninger var på vej til Unionen, trak de konfødererede sig tilbage.
Slaget ved Averasborough (16. marts)
Om eftermiddagen den 15. marts stødte Kilpatricks kavaleri på Hardees korps, som var opstillet over vejen til Raleigh nær Smithville. Efter at have aftestet de konfødererede forsvarsstillinger trak Kilpatrick sig tilbage og tilkaldte infanteristøte. I løbet af natten ankom fire divisioner fra XX Korps. Ved daggry den 16. marts rykkede unionshæren frem på en divisionsfront og drev forposterne tilbage, men blev stoppet af den konfødererede hovedlinie og et modangreb. Lidt op af formiddagen fornyede Unionen sin fremtrængen med stærke forstærkninger og pressede de konfødererede tilbage fra to linjer forsvarsværker, men blev slået tilbage ved den tredje. Sent på eftermiddagen begyndte Unionens XIV Korps at ankomme til slagmarken, men kunne ikke udfolde sig, inden mørket faldt på på grund af den sumpede grund. Hardee trak sig tilbage i løbet af natten efter at have forsinket Unionens fremrykning med næsten to dage.
Slaget ved Bentonville (19. marts – 21. marts)
Mens Slocums fremrykning gik i stå ved Averasborough på grund af Hardees tropper, fortsatte højre fløj af Shermans hær under Howard mod Goldsboro. Den 19. marts stødte Slocum på de forskansede, konfødererede under general Joseph E. Johnston, som var samlet for at møde hans fremrykning ved Bentonville. Johnston havde forøget sine styrker til 21.000 ved at have tilføjet tropperne under Bragg, som havde opgivet Wilmington. Sent på eftermiddagen angreb Johnston og knuste XIV Korps' linje. Kun kraftige modangreb og desperate kampe syd for vejen til Goldsborough stoppede den konfødererede offensiv. Elementer af XX Korps blev kastet ind i kampen, så snart de ankom til slagmarken. Fem konfødererede angreb kunne ikke kaste Unionens forsvarere ud af deres stillinger, og mørkets komme afsluttede den første dags kampe. I løbet af natten trak Johnston sin front sammen til et V for at beskytte sine flanker og med Mill Creek bag sig. Den 20. marts fik Slocum store forstærkninger, men kampene var sporadiske. Sherman var tibøjelig til at lade Johnston trække sig tilbage. Den 21. marts var Johnston stadig i sin stilling, mens han fjernede sine sårede. Forpostfægtninger brød ud langs hele fronten. Om eftermiddagen førte generalmajor Joseph Mower sin unionsdivision ad en smal sti, som førte den over Mill Creek ind i Johnstons bagland. Modangreb fra de konfødererede stoppede Mowers fremrykning og reddede hærens eneste forsynings- og flugtvej. Mower trak sig tilbage, hvilket afsluttede dagens kamp. I løbet af natten trak Johnston sig tilbage over broen ved Bentonville. Unionsstyrker forfulgte ham fra daggry og drev Wheelers bagtrop væk og reddede broen. Unionens forfølgelse sluttede ved Hannah’s Creek efter en alvorlig træfning. Sherman forfulgte Johnston mod Raleigh efter at have omgrupperet sine styrker ved Goldsboro.

## Efterspil
Shermans Carolina kampagne, hvor hans tropper marcherede 680 km på 50 dage, havde lignet hans march til havet gennem Georgia, om end den havde været mere fysisk krævende. På den anden side var de konfødererede styrker overfor ham mindre og mere nedslåede. Da Joseph E. Johnston mødtes med Jefferson Davis i Greensboro i midten af april, sagde han til den konfødererede præsident:
| Citat | Vore folk er trætte af krigen, føler sig slået og vil ikke flås. Vores land er løbet over ende, dets militære ressourcer er kraftigt mindsket, mens fjendens militære styrke og ressourcer aldrig har været større og kan øges, så meget det ønskes ... Min lille styrke smelter bort som sne i solen. | Citat |
|       | |       |

Den 18. april, tre dage efter præsident Abraham Lincolns død, underskrev Johnston en våbenhvile med Sherman på Bennett Place, en gård nær Durham i North Carolina. Sherman kom i politisk stormvejr ved at tilbyde overgivelsesbetingelser, som omfattede såvel politiske emner som militære uden at have fået tilladelse fra general Grant eller regeringen. Forvirringen fortsatte indtil den 26. april, da Johnston indvilgede i rent militære betingelser og formelt overgav sin hær og alle konfødererede styrker i North Carolina, South Carolina, Georgia og Florida. Det var den anden betydningsfulde overgivelse i den måned, efter at Robert E. Lee havde overgivet sig sammen med Army of Northern Virginia den 9. april.
I alle praktiske henseender var dette afslutningen på konføderationen, selv om mindre styrker holdt ud, især vest for Mississippifloden indtil ind i sommeren.